# The Siren
The Siren (В превод на български – сирената) е името на четвъртия сингъл от албума Once на финландската метъл група Nightwish. Излиза на 25 юли 2005. Сингълт съдържа концертен запис на Symphony Of Destruction, кавър на Megadeth.

## Гост музиканти
- Мартин Лавдей – чело
- Соня Слейни – електрическа цигулка
- Само Или-Сирнио – ситар

## Песни

### Spinefarm Records
1. The Siren (edited)
2. The Siren (album version)
3. The Siren (live)
4. Kuolema tekee taiteilijan (live)

### Nuclear Blast Records
1. The Siren (edited)
2. The Siren (album version)
3. The Siren (live)
4. Symphony of Destruction (live)
5. Kuolema Tekee Taiteilijan (live)